# Anne-Félix Brochet de Vérigny
Pour les articles homonymes, voir Brochet (homonymie) et Vérigny.
Anne Félix Brochet de Vérigny est un homme politique français né le 28 février 1775 à Paris et mort le 20 octobre 1825 à Balagny-sur-Thérain (Oise).

## Biographie
Maître des requêtes au Conseil d’État en 1814, préfet du Gers en 1815, il est préfet de l'Indre en 1817, de l'Oise en 1820 et de la Loire-Inférieure (devenue la Loire-Atlantique en 1957) en 1822. 
Il est député du Calvados de 1821 à 1825, siégeant dans la majorité.